# Canton de Tarbes-2
Le canton de Tarbes-2 est une circonscription électorale française située dans le département des Hautes-Pyrénées et la région Occitanie.

## Histoire
Le canton a été créé par décret du 23 juillet 1973 réorganisant les cantons de Tarbes-Nord et Tarbes-Sud.
Par décret du 25 février 2014, le nombre de cantons du département est divisé par deux, avec mise en application aux élections départementales de mars 2015. Le canton de Tarbes-2 est redécoupé par ce décret.

## Représentation

### Représentation de 1973 à 2015
| Période | Période      | Identité              | Étiquette | Qualité |
| ------- | ------------ | --------------------- | --------- | --- |
| 1973    | 1978 (décès) | Raymond Peyrès        | PCF       | Conseiller municipal de Tarbes (1977-1978) Ancien conseiller général du Canton de Tarbes-Sud (1961-1973)                                      |
| 1978    | 1985         | Josette Soulier       | PCF       | Secrétaire médicale Adjointe au maire de Tarbes                                                                                               |
| 1985    | 1998         | Georges Danglade      | UDF       | Directeur de l'aéroport de Tarbes-Lourdes-Pyrénées Conseiller municipal de Tarbes                                                             |
| 1998    | 2015         | Chantal Robin-Rodrigo | PRG       | Directrice départementale de banque Députée (1998-2012) Vice-présidente du Conseil général Elue en 2015 dans le Canton de la Vallée des Gaves |

### Représentation depuis 2015
| Période élective | Période élective | Mandat | Mandat   | Identité        | Nuance | Nuance | Qualité                                                               |
| ---------------- | ---------------- | ------ | -------- | --------------- | ------ | ------ | --------------------------------------------------------------------- |
| 2015             | 2021             | 2015   | 2021     | Gilles Craspay  |        | MR     | Enseignant - Adjoint au maire de Tarbes Président du Parti Radical 65 |
| 2015             | 2021             | 2015   | 2021     | Andrée Doubrère |        | LR     | Ancien cadre - Adjointe au maire de Tarbes                            |
| 2021             | 2028             | 2021   | en cours | Gilles Craspay  |        | MR     | Conseiller sortant                                                    |
| 2021             | 2028             | 2021   | en cours | Andrée Doubrère |        | LR     | Conseillère sortante                                                  |

### Résultats détaillés

#### Élections de mars 2015
À l'issue du 1er tour des élections départementales de 2015, deux binômes sont en ballottage : Gilles Craspay et Andrée Doubrère (Union de la Droite, 42,36 %) et Dominique Arberet et Françoise Teillagorry (PS, 24,87 %). Le taux de participation est de 45,86 % (4 430 votants sur 9 660 inscrits) contre 54,65 % au niveau départemental et 50,17 % au niveau national.
Au second tour, Gilles Craspay et Andrée Doubrère (Union de la Droite) sont élus avec 58,78 % des suffrages exprimés et un taux de participation de 45,81 % (2 376 voix pour 4 425 votants et 9 660 inscrits).
Gilles Craspay et Andrée Doubrère sont membres du groupe "Indépendants et Territoires".

#### Élections de juin 2021
Le premier tour des élections départementales de 2021 est marqué par un très faible taux de participation (33,26 % au niveau national). Dans le canton de Tarbes-2, ce taux de participation est de 29,88 % (2 815 votants sur 9 422 inscrits) contre 39,47 % au niveau départemental. À l'issue de ce premier tour, deux binômes sont en ballottage : Gilles Craspay et Andrée Doubrère (DVD, 42,92 %) et Cathy Laüt et Laurent Rougé (Union à gauche avec des écologistes, 28,22 %).
Le second tour des élections est marqué une nouvelle fois par une abstention massive équivalente au premier tour. Les taux de participation sont de 34,36 % au niveau national, 39,92 % dans le département et 31,22 % dans le canton de Tarbes-2. Gilles Craspay et Andrée Doubrère (DVD) sont élus avec 59 % des suffrages exprimés (1 600 voix pour 2 942 votants et 9 423 inscrits),,. 

## Composition

### Composition de 1974 à 2015
Lors de sa création, le canton de Tarbes-II était constitué de la portion de territoire de la ville de Tarbes déterminée au Nord par la rue Maréchal-Foch, la rue François-Mousis, le pourtour Sud de la place Marcadieu et l'avenue de la Marne, à l'Ouest par l'avenue du Régiment-de-Bigorre et la rue Carnot, au Sud par les limites avec les communes de Laloubère et Soues et à l'Est par celles de la commune de Séméac.

### Composition depuis 2015
| Nom                            | Code Insee | Intercommunalité           | Superficie (km2) | Population (dernière pop. légale)                | Densité (hab./km2) | Modifier                                    |
| ------------------------------ | ---------- | -------------------------- | ---------------- | ------------------------------------------------ | ------------------ | ------------------------------------------- |
| Tarbes (bureau centralisateur) | 65440      | CA Tarbes-Lourdes-Pyrénées | 15,33            | Fraction : 14 818 (2022) Commune : 44 529 (2022) | 2 905              | modifier les données · modifier les données |
| Canton de Tarbes-2             | 6511       |                            |                  | 14 818 (2022)                                    |                    | modifier les données                        |

Le canton de Tarbes-2 comprend la partie de la commune de Tarbes située à l'est d'une ligne définie par l'axe des voies et limites suivantes : depuis la limite territoriale de Bordères-sur-l'Échez, rue de Perseigna, boulevard des Ardennes, rue Louis-Blériot, rue des Mimosas, avenue Alsace-Lorraine, rue Massey, rue Despourrins, avenue du Régiment-de-Bigorre, rue de Cronstadt, place Ferré, rue du 4-Septembre, rue du Maquis-de-Payolle, boulevard du Président-Kennedy, rond-point Trélut, chemin de l'Ormeau, jusqu'à la limite territoriale de la commune de Laloubère.

## Démographie

### Démographie avant 2015
| 1975 | 1982 | 1990   | 1999   | 2006   | 2011   | 2012   |
| ---- | ---- | ------ | ------ | ------ | ------ | ------ |
| -    | -    | 11 195 | 11 250 | 11 425 | 10 511 | 10 252 |

### Démographie depuis 2015
En 2022, le canton comptait 14 818 habitants, en évolution de +11,5 % par rapport à 2016 (Hautes-Pyrénées : +1,59 %, France hors Mayotte : +2,11 %).
| 2013   | 2018   | 2022   |
| ------ | ------ | ------ |
| 13 595 | 14 095 | 14 818 |